# Sunamganj (distrikt i Bangladesh)
Sunamganj (bengali: সুনামগঞ্জ, engelska: Sunamganj District) är ett distrikt i Bangladesh.   Det ligger i provinsen Sylhet, i den nordöstra delen av landet, 160 km nordost om huvudstaden Dhaka. Antalet invånare är 2 467 968.
Runt Sunamganj är det tätbefolkat, med 762 invånare per kvadratkilometer.